# Fotometeoro
Os fotometeoros são todos os fenómenos ópticos que ocorrem na troposfera. É o fenômeno luminoso decorrente da reflexão, refração, difração ou interferências de luz solar ou lunar. Os exemplos de fotometeoros são os arco-íris, halo solar e lunar, coroa solar e lunar, etc.